# Атамкуль
Атамкуль (баш. Атамкүл) — село в Ермекеевском районе Республики Башкортостан Российской Федерации. Входит в состав Тарказинского сельсовета.

## География

### Географическое положение
Расстояние до:
- районного центра (Ермекеево): 47 км,
- центра сельсовета (Тарказы): 4 км,
- ближайшей ж/д станции (Абдулино): 19 км.

## Население
| 2002 | 2009 | 2010 |
| ---- | ---- | ---- |
| 137  | ↘107 | ↘104 |

Национальный состав
Согласно переписи 2002 года, преобладающая национальность — башкиры (80 %).